# Cerisy-la-Forêt

Cerisy-la-Forêt este o comună în departamentul Manche, Franța. În 1 ianuarie 2022 avea o populație de 1.014 de locuitori.